# Tristramella
Genre
Tristramella est un genre de poissons Perciformes  qui appartient à la famille des Cichlidae.

## Liste des espèces
Selon FishBase (26 janv. 2017) :
- Tristramella sacra (Günther, 1865)
- Tristramella simonis (Günther, 1864)